# Egyiptom himnusza

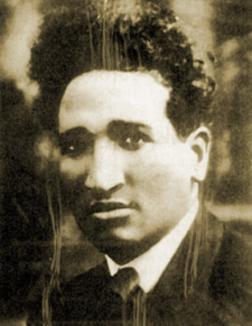
Szájed Darvis (1892–1923) nem sokkal halála előtt

A Biládí, biládí, biládí (arabul: بلادي لك حبي و فؤادي, magyarul: Hazám, hazám, hazám!) az Egyiptomi Arab Köztársaság nemzeti himnusza. Szövegét Muhammad Júnísz al-Kádi írta 1878-ban, zenéjét a modern arab zene egyik legnagyobb képviselője, Szájed Darvis szerezte 1923-ban, de hivatalosan csak 1979 óta Egyiptom himnusza.
Darvis a komponálás közben szoros kapcsolatot tartott az egyiptomi függetlenségi mozgalom akkori vezetőivel, többek között Musztafa Kamillel. Egyiptom előző nemzeti dalát még 1869-ben írták, akkor királyi himnuszt komponáltak az uralkodó tiszteletére. Egyiptom 1953-ban köztársasággá alakult és innentől nem használták a régi himnuszt, amit azonban később az Egyesült Arab Köztársaság átvett és használt egy ideig.

## Szövege

### Arab írással
كورال:
بلادي بلادي بلادي
لك حبي وفؤادي
بلادي بلادي بلادي
لك حبي وفؤادي
١
مصر يا أم البلاد
أنت غايتي والمراد
وعلى كل العباد
كم لنيلك من أيادي
كورال
٢
مصر أنت اغلى درة
فوق جبين الدهر غرة
يا بلادي عيشي حرة
واسلمي رغم الأعادي
كورال
٣
مصر أولادك كرام
أوفياء يرعوا الزمام
نحن حرب وسلام
و فداكي يا بلادي
كورال

### Latin írással
Refrén:
Biladi, biladi, biladi
Læke ħobbi wæ fu’adi
Biladi, biladi, biladi
Læke ħobbi wæ fu’adi
I
Mæṣre ja ’omm el-belad
’Ante ɣajti wæl-morad
Wæ-ɛæla koll el-ɛæbad
Kæm le-Nilek men ’ajadi
Refrén
II
Mæṣre ’ænte aɣla dorræh
Fæwqe gebin æd-dæhr ɣorræh
Ja beladi ɛajci ħorræh
Wæ-æslæmi ræɣæm æl-æ’ɛadi
Refrén
III
Mæṣre ’æwladek keram
’Æwfeja’ jærɛu æz-zemam
Næħno ħærbon wæ-sælam
Wæ-fedaki ja beladi.
Refrén